# Mézin
Mézin là một xã thuộc tỉnh Lot-et-Garonne trong vùng Nouvelle-Aquitaine phía tây nam nước Pháp. Xã này nằm ở khu vực có độ cao trung bình 140 mét trên mực nước biển.
Sông Auzoue chảy vào sông Gélise ở xã này.